# Антрацитовский городской совет
 Антрацитовский городской совет — одна из административно-территориальных единиц в составе Луганской области c центром в городе Антрацит. Входит в состав Южно-Луганской агломерации. Население — 75,4 тыс. чел. (2019).

## Состав
Антрацитовский городской совет — 75 455 чел.
- город Антрацит — 52 749 чел.
  - пос. Боково-Платово — 2 622 чел.
  - пос. Верхний Нагольчик — 1 717 чел.
  - пос. Дубовский — 3 901 чел.
  - пос. Крепенский — 6 774 чел.
  - пос. Щетово — 3 570 чел.
  - пос. Каменное — 2 673 чел.
  - Сельское поселение — 1 449 чел.

Всего 1 город, 6 посёлков городского типа, а также сельское население.

## Экономика
Экономический потенциал города представляют 22 промышленных производства. В структуре выпуска валовой продукции на долю промышленности приходится 94,5 %, в объеме товарной продукции 60 % составляет угольная промышленность, 20 % предприятия машиностроения. Добыча каменного угля (антрацита) — ГХК «Антрацит». Ремонт горно-шахтного оборудования; предприятия пищевой и легкой промышленности и другие. Филиал Луганского автосборочного завода.